# El hombre duplicado
El hombre duplicado es una novela escrita por el autor portugués José Saramago, ganador del Premio Nobel de Literatura de 1998. La novela fue publicada en 2002.

## Resumen del argumento
Tertuliano Máximo Afonso es un profesor de historia en una escuela secundaria. Mientras ve una película que le recomendó el profesor de matemáticas de la escuela, Tertuliano descubre un actor que es su copia idéntica. El libro narra la búsqueda de Tertuliano por su doble y los eventos que se dan después de que ambos se encuentran. Saramago usa elementos típicos del suspense en esta novela para explorar preguntas relacionadas con el tema de la identidad.

## Adaptación cinematográfica
En 2013 el director de cine canadiense Denis Villeneuve realizó una adaptación cinematográfica de la obra de Saramago bajo el título de Enemy. La película fue protagonizada por Jake Gyllenhaal, Mélanie Laurent e Isabella Rossellini. Es una adaptación vaga donde se añaden múltiples elementos metafóricos que dan lugar a varias posibles interpretaciones.

## Los personajes femeninos en la obra
El hombre duplicado es una novela existencialista donde los dos protagonistas principales son dos hombres idénticos. En esta novela, cuyo tema principal es la identidad, como siempre en Saramago, no podían faltar personajes femeninos, dos mujeres muy distintas: Helena y María Paz.
En primer lugar, María, la novia del profesor de historia, Tertuliano, que lo comprende y lo ama a pesar de su vida caracterizada por la incertidumbre. En segundo lugar, Helena, casada con Antonio Claro. La resonancia clásica del nombre de Helena es evidente, más aún cuando Tertuliano menciona el mito de Troya. Helena sería algo así como la mujer que provoca el conflicto, porque, al fin y al cabo, Antonio Claro toma la decisión final ya que Helena estaba confundida y obsesionada con la existencia del doble.  
Finalmente, aparece también la madre de Tertuliano, a la que el hombre le explica el mito de Casandra y se convierte en una auténtica profetisa.
Las mujeres que aparecen en las obras del escritor portugués siempre son mujeres extraordinarias que destacan por sus virtudes. Y lo demuestra, por ejemplo, cuando en un cierto momento, una simple empleada que aparece en una página de la obra, rechaza el cortejo de Antonio Claro.
De todas formas, las dos mujeres, novias de los protagonistas, solo tienen un papel secundario a lo largo de toda la obra, sin embargo, podemos hablar de algunas características que destacan en Helena y María. 
Helena, mujer enamorada de su marido Antonio, sabe de la existencia de otro hombre que es idéntico a su marido y no lo tolera. A pesar de esto, lo que hace es ayudar a su marido, sufre con él y lo hace razonar, sin embargo, acabará traicionada por su marido, justamente con la mujer de su doble Tertuliano.
La otra mujer de la que ya hemos hablado es María Paz, un personaje literario maravilloso, enamoradísima de su novio y muy inteligente. Entiende la situación, pero no puede entender una cosa “imposible”, sobre todo si su amado no se la cuenta. El amor que ella siente por su novio es como si le tapara los ojos y por este motivo mismo, María vive con el miedo de ser abandonada, hasta el momento en que Tertuliano en una llamada le dice que quiere vivir con ella. Una felicidad que dura muy poco ya que una páginas más adelante veremos a la mujer morir en un accidente de tráfico con el doble de su amado. 
Un elemento importante en la obra es la marca de la alianza en el dedo de Antonio que María, demasiado enamorada de su hombre no nota. En aquella marca de anillo hay la única diferencia que distingue a los dos hombres duplicados, aquel anillo que era el sueño de la misma María, ya que ella quería casarse con Tertuliano. 
En conclusión, las mujeres que aparecen en “El hombre duplicado” de Saramago, son simples víctimas y acaban pagando a causa del egoísmo y de la superficialidad de sus hombres.